# Мишкин, Александр Евгеньевич
Алекса́ндр Евге́ньевич Ми́шкин (по документам прикрытия — Александр Евгеньевич Петров; род. 13 июля 1979, Лойга или Котлас, Архангельская область) — офицер российской военной разведки, который в марте 2018 года участвовал в отравлении бывшего агента ГРУ Сергея Скрипаля и его дочери, осуществлённом с использованием боевого отравляющего вещества «Новичок». В 2018—2019 годах США и Евросоюз ввели против Александра Мишкина персональные санкции за «применение химического оружия».
В апреле 2021 года полиция Чехии объявила Александра Петрова и Руслана Боширова в розыск. Сообщается, что они использовали также молдавский паспорт на имя Nicolai Popa и таджикистанский паспорт на имя Ruslan Tabarov. Чешские власти считают их причастными к осуществлению в 2014 году взрывов на складах боеприпасов на юго-востоке Чехии, приведших к гибели двух человек. На взорвавшихся складах хранились боеприпасы чешской фирмы, занимавшейся поставкой оружия Украине.

## Биография
По данным властей США, Великобритании и Евросоюза, Мишкин родился 13 июля 1979 года в селе Лойга или в Котласе. Проживает в Москве. По сведениям журналистских расследований, он обучался в Военно-медицинской академии.

## Возможная причастность Александра Мишкина к отравлению Сергея и Юлии Скрипаль

Мишкин — «Александр Петров» и Чепига — «Руслан Боширов»

Согласно журналистскому расследованию Bellingcat и The Insider, источников «BBC Russian», Александр Мишкин и Александр Петров — одно и то же лицо. Он обвиняется властями Великобритании в отравлении Сергея и Юлии Скрипаль, а также в отравлении Чарльза Роули и его партнёрши Дон Стёрджесс, позже скончавшейся.

По данным расследования Bellingcat, в 2009 году Александр Евгеньевич Петров и Руслан Тимурович Боширов при получении новых паспортов «в связи с непригодностью» прежних были зарегистрированы в центральной базе ФМС по учёту данных граждан России. При этом записей о ранее выданных им паспортах в базах не было найдено. В документах Боширова и Петрова было оставлено пустым поле биографических данных с записью о некоем приложенном секретном письме, поставлена печать «Сведений не давать» и вписан номер телефона, зарегистрированного по адресу ГУ ГШ ВС и принадлежащего Министерству обороны России. Паспорта Петрова и Боширова отличались на одну цифру и были выданы в отделении УФМС 770001 по городу Москве, в котором, по утверждениям журналистов, свои документы получают высокопоставленные лица и силовики.

### Персональные санкции США и ЕС
19 декабря 2018 года Министерство финансов США внесло Мишкина в санкционный список, отождествив его с агентом ГРУ Александром Петровым, обвиняемым Великобританией в попытке убийства Сергея и Юлии Скрипаль. 21 января 2019 персональные санкции против Мишкина (Петрова) ввёл Евросоюз. В качестве причины введения санкций Совет ЕС указал хранение, перевозку и применение боевого отравляющего вещества «Новичок».

### Интервью Александра Петрова и Руслана Боширова телеканалу RT (2018)
Два человека, назвавшиеся Александром Петровым и Русланом Бошировым, дали интервью главному редактору телеканала RT Маргарите Симоньян, опубликованное 13 сентября 2018 года. Они сообщили, что работают в фитнес-индустрии, отвергли свою причастность к отравлению Скрипалей, а визит в Солсбери, совпавший по времени с отравлением, объяснили желанием осмотреть местные достопримечательности Солсберийский собор и Старый Сарум.